# Matematisk definition
 For alternative betydninger, se Definition (flertydig). (Se også artikler, som begynder med Definition)
En definition er en præcis beskrivelse af et begreb, hvor der i beskrivelsen er en underforstået logisk biimplikation mellem begrebet og det fænomen begrebet beskriver.

## Eksempel på en definition
Mængden med ingen elementer kaldes for den tomme mængde og angives med {\displaystyle \emptyset }.
Den underforståede biimplikation er at:
- Den tomme mængde angives ved symbolet {\displaystyle \emptyset }.
- Symbolet {\displaystyle \emptyset } betyder den tomme mængde.

| Matematik | Spire Denne artikel om matematik er en spire som bør udbygges. Du er velkommen til at hjælpe Wikipedia ved at udvide den. |